# آنا باسي
آنا باسي (بالإنجليزية: Anna Passey)‏هي ممثلة إنجليزية، ولدت في 28 أغسطس 1984 في بورتون أبون ترينت، المملكة المتحدة. اشتهرت بتصويرها دور سيينا بليك في المسلسل التلفزيوني «هوليوكس».

## فيلموغرافيا
| سنة                   | عنوان             | دور          | ملاحظات     |
| --------------------- | ----------------- | ------------ | ----------- |
| 2009                  | مفاتيح            | المرأة       | فيلم قصير   |
| 2011                  | منظر من الأكاذيب  | الرقيب إيغان | فيلم        |
| 2012                  | القديس دراكولا 3D | سيليبرانت    | فيلم        |
| 2012 إلى الوقت الحاضر | هوليوكس           | سيينا بليك   | سلسلة عادية |
| 2014                  | الدخان            | ساشا         | فيلم        |
| 2019                  | اطلق لها العنان   | فيليسيت      | دور متكرر   |

## جوائز وترشيحات
| سنة  | منظمة                           | جائزة       | عمل                   |
| ---- | ------------------------------- | ----------- | --------------------- |
| 2013 | داخل جوائز الصابون [الإنجليزية] | أفضل الكلبة | سيينا بليك في هوليوكس |
| 2013 | داخل جوائز الصابون [الإنجليزية] | افضل وافد   | سيينا بليك في هوليوكس |

## روابط خارجية
- آنا باسي على موقع IMDb (الإنجليزية)
- آنا باسي على موقع قاعدة بيانات الفيلم (الإنجليزية)